# DR-Baureihe E 05
Die drei Lokomotiven der Baureihen E 05 und E 051 waren elektrische Versuchslokomotiven der Deutschen Reichsbahn-Gesellschaft für den Schnellzugdienst. Die Deutsche Reichsbahn gab den Lokomotiven die Nummern E 05 001, 002 sowie 103 (Baureihe E 051).

## Geschichte
Im Zuge der Ausschreibung der Baureihe E 04 wurde der Deutschen Reichsbahn von den Siemens-Schuckert-Werken eine Lokomotive mit Tatzlagerantrieb angeboten. Um diesen Antrieb mit dem Federtopfantrieb der E 04 vergleichen zu können, bestellte die DRG drei Versuchslokomotiven bei SSW. Während die elektrischen Ausrüstungen von den Siemens-Schuckert-Werken geliefert wurden, entstanden die mechanischen Fahrzeugteile bei Henschel & Sohn in Kassel.
Das Betriebsprogramm entsprach dem der E 04. Es war vorgesehen, 400-t-Schnellzüge und 300-t-Personenzüge auf der Strecke Leipzig–Dessau–Magdeburg sowie 600-t-Schnellzüge auf der Bahnstrecke Magdeburg–Halle–Leipzig zu befördern.
1933 erfolgte die Indienststellung, dabei wurden die Triebfahrzeugnummern den unterschiedlichen Höchstgeschwindigkeiten entsprechend vergeben: E 05 001 und E 05 002 für die 110 km/h schnellen Fahrzeuge, sowie E 05 103 für die 130 km/h fahrende dritte Maschine. Die unterschiedlichen Geschwindigkeiten resultierten aus dem Vergleich mit der E 04, da auch bei dieser Baureihe sowohl 110 km/h als 130 km/h fahrende Lokomotiven gebaut worden waren.
Aufgrund der unbefriedigenden Laufeigenschaften bei Geschwindigkeiten über 100 km/h im Vergleich zur E 04 blieb es bei der Beschaffung der drei Versuchslokomotiven. Die Maschinen waren bis 1946 beim Bw Leipzig Hbf West. Dort wurden sie als Ersatz für ausgefallene E 04 oder Elektrotriebwagen der Baureihen ET 25, ET 31 oder ET 41 eingesetzt. Am 29. September 1946 mussten alle drei E 05 als Reparationsleistung an die Sowjetunion abgegeben werden. Die E 05 001 verblieb in der Sowjetunion, während die E 05 002 und 103 1952 zurückkehrten. Die E 05 002 verblieb daraufhin bis zu ihrer Ausmusterung am 9. März 1962 im Schadlokpark der Deutschen Reichsbahn.
Die E 05 103 gehörte nach ihrer Rückkehr aus der UdSSR zunächst auch zum Schadlokbestand der Deutschen Reichsbahn. Am 23. September 1959 wurde die Maschine nach ihrer Wiederaufarbeitung erneut beim Bw Leipzig Hbf West in Dienst gestellt. Seit 1960 war die Lok in Magdeburg stationiert. Ausgemustert wurde sie am 13. Februar 1964 aufgrund ihrer Schadanfälligkeit sowie der aufwendigen Instandhaltung als Einzelstück. Von 1964 bis 1967 wurde sie noch als stationäre elektrische Weichenheizanlage auf dem Personenbahnhof Halle (Saale) verwendet. Wegen eines Trafoschadens wurde die Maschine 1967 endgültig außer Betrieb genommen und 1968 verschrottet.

## Technische Merkmale

### Mechanischer Teil
Die Lokomotiven waren einteilig und hatten die Achsfolge 1’Co1’. Die E 05 001 und 002 waren mit Henschel-Lenkgestellen ausgerüstet, das heißt die Lauf- und die jeweils benachbarten Treibachsen waren zu einem Lenkgestell zusammengefasst. Die E 05 103 erhielt dagegen modifizierte Krauss-Helmholtz-Lenkgestelle. Die Seitenbeweglichkeit der Laufachsen betrug bei den ersten beiden Maschinen 58 mm jeweils nach beiden Seiten, während es bei der E 051 ±75 mm waren. Außerdem konnte sich die mittlere Treibachse der E 05 103 um ±15 mm seitlich verschieben. Des Weiteren hatten die mittleren Treibachsen aller Maschinen um 15 mm geschwächte Spurkränze. Die Gleitachslager besaßen eine Schleuderschmierung.
Der Außenrahmen der Lokomotive stützte sich in vier Punkten auf dem Laufwerk ab. Versteift war der Rahmen durch die Pufferbohlen und die Querträger für Haupttransformator und Fahrmotoren.
Der Lokomotivkasten bestand aus einem Gestell aus Profilstahl und einer Stahlblechverkleidung. Die Vorbauten beherbergten Luftkompressor, Hauptluftbehälter und die Batterie. Die elektrischen und pneumatischen Apparate hingen an zwei Gerüsten im Maschinenraum. Das Dach des Maschinenraums war über dem Haupttransformator abnehmbar.
Die Bremseinrichtung bestand aus einer Druckluftbremse KpbrmZ, Luftverdichter und Hauptluftbehälter sowie zwei Spindelhandbremsen. Die Druckluftbremse wirkte auf alle Lauf- und Treibräder.
Für jeden Fahrmotor und den Haupttransformator war jeweils ein Lüfter eingebaut. Die Kühlluft wurde über Luftkammern aus dem Freien angesaugt. Die Sandstreueinrichtungen wirkten entweder auf die Räder der vorauslaufenden oder auf alle Treibachsen.

### Elektrischer Teil
Die drei als Tatzlagerantrieb ausgeführten zehnpoligen Wechselstrom-Reihenschlußmotoren waren fremdbelüftet und kompensiert. Außerdem besaßen sie Wendepole.
Als Hauptschalter diente ein Expansionsleistungsschalter mit einer Ausschaltleistung von 200 MVA.
Der Haupttransformator war ein fremdbelüfteter Öltransformator. Die unterspannungsseitige Wicklung hatte 15 Anzapfungen für den Motorstromkreis, zwei für die elektrische Zugheizung sowie jeweils eine für die Steuerung und die Hilfsbetriebe. Im Ölkessel befanden sich Hochspannungsstromwandler und der Zusatztrafo der Steuerung.
Die Steuerung erfolgte über ein handbetätigtes Nockenschaltwerk und einen Feinregler mit Zusatztransformator. 15 Dauerfahrstufen konnten angewählt werden.
Der Strom für die Beleuchtung der Lok wurde durch einen Trockengleichrichter und eine 51-Amperestunden-Batterie mit einer Spannung von 24 Volt erzeugt.